# VDSL
VDSL lub VHDSL (ang. very-high-bit-rate DSL lub very-high-speed DSL) – technika xDSL umożliwiająca szybką transmisję danych przez dwużyłowy kabel miedziany.
Maksymalna przepustowość jest osiągana na dystansie około 1200 m i wynosi 26 Mb/s symetrycznie lub niesymetrycznie do 52Mb/s (w kierunku do abonenta) – 16Mb/s (od abonenta).
Standard VDSL wykorzystuje do 4 różnych pasm częstotliwości, dwa od klienta do operatora i dwa w przeciwnym kierunku. Standardową modulacją jest albo QAM (ang. quadrature amplitude modulation; od QAM 2 do QAM 256), albo DMT(ang. discrete multi-tone modulation), które nie są kompatybilne.
Następca standardu VDSL jest nazywany very-high-speed digital subscriber line 2.

## Zjawisko przesłuchu przy transmisji VDSL
Na łączach VDSL, podobnie jak w każdej transmisji realizowanej za pomocą pary miedzianej, mamy do czynienia z dwoma rodzajami przesłuchów.
- NEXT – przesłuch zbliżny (ang. Near End Crosstalk) – zakłócenie indukowane w danej parze na skutek transmisji sygnału w innej parze, mierzony po stronie źródła sygnału.
- FEXT przesłuch zdalny (Far End Crosstalk) – zakłócenie indukowane w danej parze na skutek transmisji sygnału w innej parze, mierzony po stronie odbiornika sygnału.

W praktyce przesłuch typu NEXT jest zakłóceniem transmisji w kierunku UP (od klienta do sieci), a przesłuch typu FEXT jest zakłóceniem transmisji w kierunku DOWN (od sieci do klienta).

### Widmowa gęstość mocy sygnału zakłócającego związanego z przesłuchem (standard VDSL)
Widmowa gęstość mocy zakłóceń (ang. Power Spectral Density – PSD [W/Hz]) dla standardu VDSL jest definiowana w zaleceniach ITU w zależności od tego, czy na tej samej, pojedynczej linii miedzianej sygnał VDSL koegzystuje z sygnałem POTS (częstotliwości dla VDSL powyżej 0,138 MHz) lub sygnałem ISDN (częstotliwości dla VDSL powyżej 0,64 MHz).
- PSD VDSL-P-DS – widmowa gęstość mocy zakłóceń dla kierunku DOWN przy koegzystencji sygnału VDSL z sygnałem POTS
- PSD VDSL-I-DS – widmowa gęstość mocy dla kierunku DOWN przy koegzystencji sygnału VDSL z sygnałem ISDN
- PSD VDSL-US – widmowa gęstość mocy dla kierunku UP przy koegzystencji sygnału VDSL zarówno z sygnałem POTS jak i sygnałem ISDN

Dopuszczalne poziomy widmowej gęstości mocy zakłóceń wynikających z przesłuchu dla transmisji VDSL zdefiniowano w zaleceniu ITU G.993.1. Poziomy w poszczególnych pasmach częstotliwości pokazano na rysunkach 1 i 2 poniżej.
Rysunek 1. Poziomy widmowej gęstości mocy zakłóceń wynikających z przesłuchów dla transmisji VDSL koegzystującej na tej samej parze z sygnałem POTS.
- linia pomarańczowa - PSD VDSL-P-DS
- linia zielona - PSD VDSL-US

Rysunek 2. Poziomy widmowej gęstości mocy zakłóceń wynikających z przesłuchów dla transmisji VDSL koegzystującej na tej samej parze z sygnałem ISDN.
- linia pomarańczowa - PSD VDSL-I-DS
- linia zielona - PSD VDSL-US

### Efekt zjawiska przesłuchu
Zjawisko przesłuchów ma istotny wpływ na stosunek sygnał/szum S/N [dBm] dla danego łącza VDSL, czyli podstawowy parametr determinujący zarówno jakość jak i zasięg transmisji. Parametr ten jest definiowany osobno dla kierunku DOWN i UP. Każda kolejna usługa realizowana w tym samym kablu miedzianym, stanowi potencjalne źródło przesłuchu. Czym wyższa przepływność danej usługi tym szersze pasmo wykorzystywanej częstotliwości oraz większa moc wejściowa transmisji. Dlatego usługi o najwyższych przepływnościach stanowią najsilniejsze źródło przesłuchu. Praktyka wskazuje, że jakość transmisji spada wyraźnie wraz z wypełnianiem kabla usługami, szczególnie transmisjami VDSL o dużych przepływnościach.

### Metody radzenia sobie ze zjawiskiem przesłuchu
Operatorzy telekomunikacyjni radzą sobie z problemami wynikającymi ze zjawiska przesłuch w następujący sposób:
Analiza zajętości danego kabla usługami xDSL i dokonanie rozkładu usług w taki sposób by zakłócenia wynikające z przesłuchów były jak najmniejsze.
W praktyce metoda polega to na rozkładaniu usług o najwyższych przepływnościach w różnych, możliwie odległych siebie czwórkach kablowych. Wykorzystuje się fakt, że skrętka kablowa stanowi ograniczenie dla przesłuchu. Jest to jednak metoda stosunkowo droga (wymaga fizycznego przełączania usług w terenie), a także uciążliwa dla klientów (przerwa w transmisji). Dlatego jest wykorzystywana stosunkowo rzadko, głównie przy okazji prac modernizacyjnych czy optymalizacyjnych.
Wykorzystanie systemów automatycznej stabilizacji linii klienta.
Metoda polega na ciągłym monitorowaniu jakości transmisji poszczególnych usług, szczególnie pod kątem parametru stosunek sygnał/szum, a także liczników błędów kodowych i liczników zerwań synchronizacji. Następnie dokonuje się tzw. stabilizacji linii polegającej na podstawianiu kolejnych profili synchronizacyjnych zwiększających odporność danej linii na zakłócenia. Profile te zapewniają ciągłość świadczenia usługi z zadowalającą jakością, kosztem obniżenia maksymalnej dostępnej prędkości transmisji. Niższa prędkość oznacza mniejsze pasmo wykorzystywanej częstotliwości, a w konsekwencji mniejszą moc emitowaną przez urządzenia – czyli redukcję szumów NEXT i FEXT generowanych przez daną linię. Metoda pozwala na zachowanie możliwie dobrego balansu pomiędzy stabilnością usługi a dostępną prędkością transmisji. Jest w pełni automatyczna, realizacja obywa się w odpowiednich systemach DLM (Digital Line Management). Przykładem takiego systemu może być DSL Expresse firmy Assia wykorzystywany przez Orange.